# Wohn- und Wirtschaftsgebäude Hengsterholzer Straße 52
Das Wohn- und Wirtschaftsgebäude Hengsterholzer Straße 52 in Ganderkesee-Immer wurde am Ende des 18. Jahrhunderts gebaut.
Das Gebäude wird aktuell (2023) als Wohnhaus genutzt.
Das Gebäude steht unter Denkmalschutz (siehe auch Liste der Baudenkmale in Ganderkesee).

## Beschreibung
Das Gebäude vom Ende des 18. Jahrhunderts ist ein Zweiständerhallenhaus in Fachwerk mit Putzausfachungen, reetgedecktem Krüppelwalmdach und Niedersachsengiebel mit Uhlenloch sowie dem Wohnteil aus Backstein.
Das Niedersächsische Landesamt für Denkmalpflege befand: „… geschichtliche Bedeutung … aufgrund seines Zeugnis- und Schauwertes ….“